# Sportfreunde Köllerbach
Sportfreunde Köllerbach e. V. é uma agremiação esportiva alemã, fundada em 1931, sediada, no distrito de distrito de Köllerbach, em Püttlingen, na Saarland.

## História
Criado em 1931 atuou como um modesto clube local até chegar à Verbandsliga Saarland (V), em 2002, por conta do título da  Landesliga Südwest (VI). Köllerbach manteve o sucesso de forma imediata ao vencer a Verbandsliga Saarland, chegando à Oberliga Südwest (IV). Contudo, o time vacilou em sua primeira temporada na quarta divisão, sendo rebaixado em 2005, mas retornou à Oberliga após duas temporadas.

## Títulos
- Verbandsliga Saarland (V) Campeão: 2003, 2007;
- Landesliga Südwest (VI) Campeão: 2002;

## Cronologia recente
| Temporada | Divisão                   | Posição |
| 2001–02   | Landesliga Saarland (VI)  | 1ª ↑    |
| 2002–03   | Verbandsliga Saarland (V) | 1ª ↑    |
| 2003–04   | Oberliga Südwest (IV)     | 17ª ↑   |
| 2004–05   | Verbandsliga Saarland (V) | 6ª      |
| 2005–06   | Verbandsliga Saarland     | 4ª      |
| 2006–07   | Verbandsliga Saarland     | 1ª ↑    |
| 2007–08   | Oberliga Südwest          | 15ª     |
| 2008–09   | Oberliga Südwest (V)      | 14ª     |
| 2009–10   | Oberliga Südwest          | 11ª     |
| 2010–11   | Oberliga Südwest          | 6ª      |
| 2011–12   | Oberliga Südwest          | 16ª     |